# Kristina Andersson
Kristina Andersson (* 20. Mai 1965 in Frösön) ist eine ehemalige schwedische Skirennläuferin. Sie war Ende der 1980er bis Mitte der 1990er Jahre eine der besten Slalom- und Riesenslalomläuferinnen der Welt.
Am 21. Dezember 1986 erreichte sie mit Rang 7 im Slalom von Val Zoldana erstmals Weltcup-Punkte und gleichzeitig erstmals die Top Ten. Am 7. Januar 1996 feierte Andersson im slowenischen Maribor im 64. Start ihren einzigen Weltcupsieg. Bei den Alpinen Skiweltmeisterschaften 1993 in Morioka verpasste sie die Medaillen im Slalom knapp und wurde Vierte. Nach den Olympischen Winterspielen 1998 beendete Andersson am 1. März 1998 mit dem Nachtslalom in Saalbach-Hinterglemm (Rang 21) ihre Karriere. Insgesamt hat sie im Slalom 37 Weltcup-Platzierungen in den ersten Zehn erreicht, im Riesentorlauf waren es sechs (zweimal Rang 5 waren hierbei das Best-Resultat), in Summe sind 76 Weltcupstarts archiviert.